# Баян
Бая́н или хроматический аккордеон — русская хроматическая ручная гармоника, имеющая от 3 и более рядов круглых кнопок на клавиатуре мелодии и 5—7 рядов кнопок на клавиатуре аккомпанемента, клавиши которого звучат басами и аккордами (готовый аккомпанемент) или отдельными нотами (выборный или готово-выборный аккомпанемент).
Баян входит в состав оркестра русских народных инструментов.

## История
В 1891 году баварский мастер Г. Мирвальд из города Зилетуе (Германия) несколько улучшил конструкцию ручной гармоники. У нового инструмента была трёхрядная кнопочная правая клавиатура хроматического строя с диапазоном в четыре октавы. Звук при разжиме-сжиме меха издавался одинаковый. Аккомпанемент левой клавиатуры поначалу состоял только из мажорных трезвучий, но вскоре он был усовершенствован и состоял из 12 басовых звуков в первом ряду (от меха), мажорных и минорных трезвучий во втором и третьем ряду соответственно.
Уже в конце XIX века такая гармоника благодаря Чулкову Павлу Леонтьевичу стала известна в России, где систему звукоряда её правой клавиатуры стали называть «заграничной». В 1894 году Павел Леонтьевич открыл гармонную мастерскую в Самаре, где изготовил трёхрядную хроматическую гармонь, которая и стала первым отечественным баяном. Позже, — когда в XX веке эти инструменты стали изготавливать московские мастера (в частности — Ф. М. Захаров, П. П. Ватутин), а затем в других городах Центральной России, — этот звукоряд стали называть московским. В России московская раскладка является для баянов стандартной до настоящего времени.
Русские гармонные мастера внесли важное усовершенствование в конструкцию левой клавиатуры гармоники Мирвальда — они применили валиковый механизм вместо механизма из гнутых рычагов. Валиковая система используется в современных ручных гармониках.
С 1906 года трёхрядные баяны с московской раскладкой и выборной клавиатурой в основном изготавливали на тульской фабрике «Братья Киселёвы».
Баян включён в основную программу конкурсной программы молодёжных Дельфийских игр России.

### Название
Инструмент назван по имени древнерусского сказителя Бояна.
С 1890-х годов баяном называли различные виды гармоник, в том числе диатонические, которые обладали определённым качеством звучания. Их особенностью была чистая унисонная настройка двух или трёх одновременно звучащих язычков (в отличие от настройки в «розлив», характерной для аккордеонов). Так например в 1891 году в рекламном объявлении петербургского магазина А. Е. Кулакова встречается название «Кларнетные гармонии „Баян“» (это была диатоническая однорядная гармоника с тембром похожим на кларнет). Ещё в 1890 годах была популярна «Азиатская гармония „Баян“ с пятнадцатью клавишами и чрезвычайно приятным тоном». В 1903 году вышел «Новейший практический самоучитель : Для ручной гармонии рояльного (фисгармонного) строя, Вятской, Ливенской и кларнетной „Баян“» (составил С. П. Егоров. г. Рославль).
По отношению к хроматической 3-рядной гармонике слово «баян» впервые применено в «Прейскуранте музыкальных инструментов» П. А. Розмыслова в 1900 году в Санкт-Петербурге.

### Баян Стерлигова
В сентябре 1907 года петербургский мастер Пётр Егорович Стерлигов после более чем двухлетней работы изготовил баян для выдающегося гармониста Я. Ф. Орланского-Титаренко, который стал использовать название инструмента «баян» на своих афишах в начале мая 1908 года в Москве. Так же называл эту гармонику и сам мастер под влиянием рассказов рабочих, часто бывавших у него, о строящемся ими на Ново-Адмиралтейском судостроительном заводе крейсере «Баян». Рабочим он шутя выговаривал:

Вы строите свой «Баян», а вот я построю другой «Баян» — большую усовершенствованную гармонику.— Пётр Стерлигов
Для облегчения освоения нового вида хроматической гармоники, переходя на неё с игры на двухрядной гармони, Пётр Стерлигов изменил московскую раскладку трёхрядной правой клавиатуры и добавил вспомогательный ряд кнопок (1-й от меха), дублирующий четвёртый ряд. Раскладка правой клавиатуры Стерлигова получила название петербургской, и позднее — ленинградской (см. на схеме). В период 1930—1935 годов эта раскладка была вытеснена из использования более удобной московской раскладкой.
В 1913 году П. Е. Стерлигов изготавливает первый в России пятирядный баян с двумя вспомогательными рядами кнопок в правой клавиатуре, как у современного баяна. Следом за Стерлиговым пятирядные баяны стали изготавливать и другие мастера — братья Генераловы, В. Самсонов и другие.

## Клавиатура
См. также: Конструкция ручных гармоник.
На правой клавиатуре баяна исполняется мелодия, на левой - аккомпанемент. При нажатии одной кнопки на левой клавиатуре готового баяна звучит басовая нота или аккорд. У выборного или готово-выборного баяна на левой клавиатуре проигрываются отдельные ноты как на правой клавиатуре, но с более широким диапазоном звуков (задействованы басовые голоса).
Вертикальные ряды кнопок у правой и левой клавиатур нумеруются, начиная от меха. Повторы басовых и аккордовых кнопок на левой клавиатуре и вспомогательные ряды на правой необходимы для единства аппликатуры в разных тональностях. Например, чтобы сыграть какую-либо последовательность звуков во всех тональностях на 3-рядной правой клавиатуре, необходимо использовать три различных аппликатуры, для игры той же последовательности на 5-рядной клавиатуре понадобится только одна аппликатура, на 4-рядной — две. Также 4- и 5-рядная клавиатура позволяет эффективно использовать пятипальцевую аппликатуру.

### Правая
Современные баяны выпускают с двумя основными видами правой клавиатуры: трёхрядные и пятирядные. В пятирядной клавиатуре ряды 2 и 1 (считая от меха) являются вспомогательными, они дублируют ноты 5-го и 4-го рядов соответственно. Реже встречаются четырёхрядные (с одним вспомогательным рядом) и шестирядные баяны с тремя вспомогательными рядами (например, на 6-рядном баяне играл виртуоз Виктор Гридин).
Диапазон 3-рядного баяна с 52 кнопками — от ноты си-бемоль большой до до-диез четвёртой октавы. Диапазон 5-рядного концертного баяна — от ми большой октавы до си четвёртой октавы (5 октав и 7 полутонов). Высота звучания повышается при переходе от верхних кнопок к нижним.
Существует несколько типов раскладок правой клавиатуры. В России стандартной является московская или бельгийская раскладка (гриф B). В некоторых странах, наряду с другими типами раскладок, используется итальянская раскладка (гриф C), являющаяся зеркальным отражением московской раскладки по горизонтали (3-рядной).

|  |

|  |

|  |

|  |

#### Количество голосов. Регистры
Баяны различаются по максимальному количеству одновременно звучащих язычков (голосов) при нажатии одной кнопки на правой клавиатуре. Баяны с количеством голосов больше двух имеют разную настройку язычков: октавные язычки звучат ниже строевых на октаву, пикколо — выше строевых на октаву, квинтовые — выше строевых на квинту.
| Вид баяна  | Строевые | Октавные | Пикколо | Квинтовые |
| ---------- | -------- | -------- | ------- | --------- |
| 2-голосный | 2        |          |         |           |
| 3-голосный | 1        | 1        | 1       |           |
| 3-голосный | 2        | 1        |         |           |
| 3-голосный | 2        |          | 1       |           |
| 4-голосный | 2        | 1        | 1       |           |
| 5-голосный | 2        | 1        | 1       | 1         |
| 5-голосный | 3        | 1        | 1       |           |

У 3- и более голосных баянов для изменения тембра и высоты звучания (регистра), определяемого составом звучащих голосов при нажатии одной кнопки, существуют регистровые переключатели, которые располагаются рядом с клавиатурой или на верхней поверхности правого полукорпуса (подбородные регистры) или за грифом. Трёхголосный инструмент может иметь до семи регистров, четырёхголосный — до пятнадцати.

### Левая
|  |

Левая клавиатура полного баяна состоит из 100 или 120 кнопок (такая же, как у аккордеона). Может быть с готовым, выборным или готово-выборным аккомпанементом. Клавиатура с готово-выборным аккомпанементом переключается между готовым и выборным режимами при помощи специальной клавиши. также может присутствовать шестой ряд — уменьшенные септаккорды.

#### Готовая
На схеме справа — готовая 100-кнопочная клавиатура. Условные обозначения: Б — мажорное (большое) трезвучие, М — минорное трезвучие, 7 — доминантсептаккорд. У 120-кнопочных клавиатур справа от ряда септаккордов есть дополнительный ряд кнопок с уменьшёнными септаккордами (обозначаются буквой У).
Описание вертикальных рядов (начиная от меха):
Басовая часть
1. Вспомогательный ряд басов предназначен для удобства аппликатуры. Он повторяет последовательность кнопок основного ряда басов, но сдвинут по отношению к нему на четыре кнопки вниз. Между кнопками основного и вспомогательного ряда, находящихся в одном косом ряду, образуется интервал в большую терцию (2 тона) или его обращение в малую сексту (4 тона).

2. Основной ряд басов (диапазон от Фа контроктавы до Ми большой октавы). Его составляет повторяющаяся последовательность ступеней гаммы до мажор или ля минор (семь белых кнопок), далее идёт последовательность нот, завершающих хроматический звукоряд (пять чёрных кнопок). Кнопки в ряду расположены таким образом, что между любыми двумя соседними кнопками образуется интервал в чистую квинту (3,5 тона) или его обращение в чистую кварту (2,5 тона). Иными словами, рядом с любой кнопкой, принятой за тонику, двумя соседними кнопками оказываются доминанта (сверху) и субдоминанта (снизу).
При нажатии басовой кнопки звучит 3, 4 или 5 голосов, настроенных в октаву: один основной (самый низкий) и два-три-четыре голоса выше основного на одну, две, три, четыре октавы. Соответственно, самым высоким голосом, звучащим вместе с основной басовой нотой, является нота ми первой или второй октавы.

Пример нотации (1) и реального звучания (2) при нажатии басовых кнопок фа и ми:
Аккордовая часть
От каждой ноты основного басового ряда строятся различные аккорды с соответствующим основным тоном (на схеме это кнопки, расположенные в поперечных косых рядах, идущие вправо-вверх от басовых кнопок):

3. Мажорные трезвучия.

4. Минорные трезвучия.

5. Доминантсептаккорды. Могут звучать целиком (на немецких инструментах) или без квинты (на большинстве советских и итальянских инструментов).

6. Уменьшённые септаккорды с пропущенной квинтой или уменьшённые трезвучия (этот ряд может отсутствовать). Доминантсептаккорды и уменьшённые септаккорды в нотах обозначаются тремя звуками.
На каждую ноту аккорда приходится пара унисонных язычков, соответственно, весь аккорд звучит 6 язычками. Звуки аккордов располагаются в пределах одной октавы: от соль малой октавы до соль-бемоль первой октавы. Из-за этого большинство аккордов звучит обращениями.
Примеры аккордов (цифрами обозначены их ступени):

#### Выборная
На выборной клавиатуре первые два ряда басов такие же, как и на готовой клавиатуре. Остальные ряды занимают кнопки с отдельными нотами. Раскладка левой выборной клавиатуры является зеркальным отражением правой клавиатуры по горизонтали и вертикали (высота звучания повышается при переходе от нижних кнопок к верхним). Если взять баян в руки перевёрнутым слева направо и снизу вверх, то есть разместить у правой руки левую клавиатуру, то раскладка на ней будет такой же, как на правой клавиатуре.
Выборные кнопки в нижней октаве повторяют звучание басовых кнопок, а в остальных — двухголосные.
Диапазон выборной клавиатуры (представленной на схеме ниже) — от фа контроктавы до фа-диез второй октавы.
Схемы
- Выборная 100-кнопочная клавиатура баяна[17]. Ряды 3, 4, 5 содержат 50 выборных кнопок. Буквами и цифрами обозначены октавы (от контроктавы до второй октавы). Крестиком обозначена кнопка баса до (на баяне эта кнопка помечена таким образом, чтобы её можно было определить на ощупь).
- Иностранные раскладки — «гриф B» и «гриф C» выборной клавиатуры. На схеме первый ряд слева — вспомогательный, далее идут основные три ряда. Всего в данной клавиатуре 6 рядов кнопок (первые два басовые не обозначены).

|  |

|  |

|  |